# ماي كاتلر
ماي كاتلر هي صحفية وكاتِبة كندية، ولدت في 4 سبتمبر 1923 في مونتريال في كندا، وتوفي بنفس المكان في 3 مارس 2011.